# Rozvodna Dětmarovice
Rozvodna Dětmarovice (zkratkou DET) je rozvodna v napěťových hladinách 400 a 110 kV na území obce Dětmarovice (v těsné blízkosti černouhelné elektrárny Dětmarovice), v okrese Karviná v Moravskoslezském kraji.

## Význam
Výstavba úplně nové rozvodny byla navrhnuta z důvodu pokrytí nárůstu spotřeby v ostravském regionu (který není možné vyřešit pouze výměnou transformátorů ve stávajících rozvodnách) společně s předpokládaným útlumem výroby zdrojů, pracujících do sítě 110 kV (včetně elektrárny Dětmarovice). Umístění zohledňuje dostupnost napojení po silnici a železnici, stávající vedení 400 a 110 kV a možnost napojení na inženýrské sítě. K síti zvláště vysokého napětí je rozvodna napojena smyčkou o délce asi 1,2 km.
Část 400 kV provozuje ČEPS, a.s, část 110 kV provozuje ČEZ.[zdroj?]

## Historie
Souhlasné stanovisko EIA získala stavba v roce 2014. V roce 2020 záměr výstavby rozvodny (včetně smyčky vedení 400 kV) získal rozhodnutí o umístění stavby a v roce 2021 stavební povolení. Výstavba probíhala od roku 2022 a rozvodna byla uvedena do provozu v únoru 2024.

## Popis

### Napěťové hodnoty
Rozvodna je provozována v napěťových hodnotách 400 kV a 110 kV. Hladinou 400 kV jsou spojeny rozvodny Albrechtice a polská rozvodna Dobrzeń.

### Vedení
Do rozvodny budou zaústěna následující vedení:

#### Vedení 400 kV – ZVN – zvláště vysoké napětí
- Jednoduché vedení V443 Dětmarovice – Dobrzeń (PL) (vzniklo rozdělením původního vedení V443)[2]
- Jednoduché vedení V449 Dětmarovice – Albrechtice (vzniklo rozdělením původního vedení V443)[2]